# Clarence LeVaughn Franklin
Clarence LaVaughn Franklin (n. 22 de enero de 1915, Missisipi - 27 de julio de 1984, Detroit) fue un pastor de la Iglesia Bautista de Bethel en Detroit. Fue confidente de Martin Luther King y padre de Aretha Franklin (para muchos máximo exponente del soul y una de las más grandes transmisoras del góspel de todos los tiempos). Fue conocido por su carisma y sus airosos y amenos sermones. Desde principios de los 60 hizo grabaciones como vocalista de góspel acompañado de sus predicaciones y otros predicadores de la talla de Cleophus Robinson y James Cleveland.

## Vida
Nació en Sunflower County, Missisipi, hijo del matrimonio de aparceros formado por Willie y Rachel (de soltera, Pittman) Walker. Lo único que Clarence recordaba de su padre fue el saludarle cuando regresó de la Primera Guerra Mundial en 1919, porque de inmediato les abandonó. Un año después, Rachel se casó con Henry Franklin, que lo adoptó como propio.
A los 16 años comenzó como predicador itinerante antes de establecerse en la iglesia bautista New Salem en Memphis, Tennessee, donde permaneció hasta mayo de 1944. Desde allí pasó a la iglesia bautista de la Amistad en Búfalo (Nueva York), donde sirvió hasta junio de 1946 cuando se convirtió en pastor de la iglesia bautista de Bethel en Detroit. Desde finales de los años 1940 su fama empezó a crecer. Manteniendo su púlpito en Bethel, predicó por todo el país, siendo apodado el hombre con la "Voz del millón de dólares". Franklin grabó muchos de sus sermones hasta la década de 1970, muchos de ellos publicados por el sello JVC de Joe Von Batle, y trasmitía sermones por radio los domingos. Pedía elevadas tarifas por sus apariciones públicas, hasta 4.000 dólares por comparecencia.
El 16 de octubre de 1934 se casó con Alene Gaines, y aunque el matrimonio se separó a principios de 1936, la disolución no está confirmada. El 3 de junio de 1936 se casó con Barbara Siggers (1917-1952), con quien tuvo cuatro hijos: Erma (1938-2002), Cecil (1940-1989), Aretha (1942-2018) y Carolyn (1944-1988). Franklin también adoptó como propio el hijo que Barbara había tenido de soltera, Vaughn (1934-2002).
Pero el matrimonio con Barbara se rompería debido a las constantes infidelidades de Clarence, incluida una con una chiquilla de su congregación baptista, con la que tuvo una hija llamada Carl Ellan Kelley (de soltera Jennings) en 1940, nacida unos días después de que la madre cumpliera trece años. Algo por lo que hoy en día sería probablemente procesado. Es curioso que su hija Aretha tuviera su primer hijo con 12 años y su segundo con 14. 
Franklin también era reconocido como cantante de góspel y alentó la carrera musical de su hija Aretha Franklin. Durante los años 1950 la llevó consigo en sus giras y grabaciones y formó un grupo a capella con su primo hermano Anthony Alexander Chamblee. En los años 1950 y 1960 se involucró en el movimiento por los derechos civiles y trabajó para poner fin a las prácticas discriminatorias vigentes. Fue partidario y amigo de Martin Luther King. Ayudó a dirigir la marcha por la libertad de King por Woodward Avenue en Detroit en junio de 1963.
Poco después de la medianoche del domingo 10 de junio de 1979, Franklin recibió dos disparos a quemarropa durante lo que se consideró un intento de robo en su casa en la zona oeste de Detroit. Fue llevado al cercano hospital Henry Ford, donde quedó en coma sin volver a recuperar la consciencia. Sus hijos lo trasladaron a su casa seis meses después, donde permaneció atendido por una enfermera las veinticuatro horas. A mediados de 1984 su hija Aretha decidió llevarlo a la residencia de ancianos New Light también en Detroit, donde falleció el 27 de julio de 1984 a los 69 años. Fue enterrado en el cementerio Woodlaw de la ciudad, y el reverendo Jasper Williams Jr. de la iglesia bíblica de Salem en Atlanta, Georgia, pronunció el discurso fúnebre.

## Discografía
- "Two Fishes & Five Loaves of Bread" (1961)
- "The Prodigal Son" (1964)
- "Never Grow Old" (1973)
- "23rd Psalm" (1976)
- "And He Went a Little Farther" (1976)
- "Pressing On" (1980)
- "Hannah the Ideal Mother" (1984)
- "Nothing Shall Separate Me" (1986)
- "How Long Halt Between Two Opinions" (1990)
- "A Bigot Meets Jesus" (1994)
- "Let Your Hair Down" (1994)
- "The Greatest Love Story" (1994)
- "The Lord's Prayer" (1994)
- "Going Thru the Roof" (1994)
- "I Saw a New Heaven and a New Earth" (1994)
- "Satan Goes to Prayer Meeting" (1994)
- "You Can't Wash the Blood off Your Hands" (1994)
- "The Devil Tempted Jesus" (1994)
- "The Suffering Servant - Messiah" (1994)
- "The Eagle Stirreth in Her Nest" (1996)
- "Only a Look" (1996)
- "Book of Ezekiel" (1997)
- "Sermons and Hymns" (1999)